# Žores Medvedev
Žores Aleksandrovič Medvedev (in russo Жоре́с Алекса́ндрович Медве́дев?; Tbilisi, 14 novembre 1925 – Londra, 15 novembre 2018) è stato un biologo, storico e agronomo russo, fratello gemello dello storico e politologo russo Roj Medvedev.

## Biografia
Nato a Tbilisi, allora capitale della Repubblica Socialista Federativa Sovietica Transcaucasica, ottiene a 25 anni un dottorato per le sue ricerche sulla sessualità nelle piante.
Medvedev rivelò nel 1976  l'avvenimento, tenuto segreto, del disastro di Kyštym, avvenuto nell'oblast' di Čeljabinsk nel 1957, pubblicando anche un libro sull'accaduto, The Nuclear Disaster in the Urals (1979).
Nel 1963 si trasferì presso Obninsk dove viene nominato capo del laboratorio di radiobiologia molecolare dell'Istituto di Radiologia Medica fino al suo licenziamento nel 1969. In questi anni pubblicò diversi libri: Protein Biosynthesis and Problems of Heredity Development and Ageing (1963), Molecular Mechanisms of Development (1968), International Cooperation of Scientists and National Frontiers e Secrecy of Correspondence is Guaranteed by Law. Le sue opere, principalmente l'ultimo libro, riguardante la censura postale (ossia il setaccio della corrispondenza di un privato cittadino da parte del governo) nell'URSS, portarono al suo arresto e alla detenzione presso l'ospedale psichiatrico di Kaluga. Tuttavia diversi scienziati e scrittori ne richiesero il rilascio avvenuto pochi mesi dopo.
Fu uno dei primi dissidenti del regime sovietico a sperimentare la detenzione psichiatrica per scopi politici.
Nel 1990 pubblicò The Legacy of Chernobyl sul disastro di Černobyl'.

## Opere
- L'ascesa e la caduta di T.D. Lysenko. Gli scienziati sovietici e lo stalinismo (The Rise and Fall of T.D. Lysenko, 1969), Introduzione di Adriano Buzzati Traverso, Milano, Arnoldo Mondadori Editore, 1971.